# Mälarblick

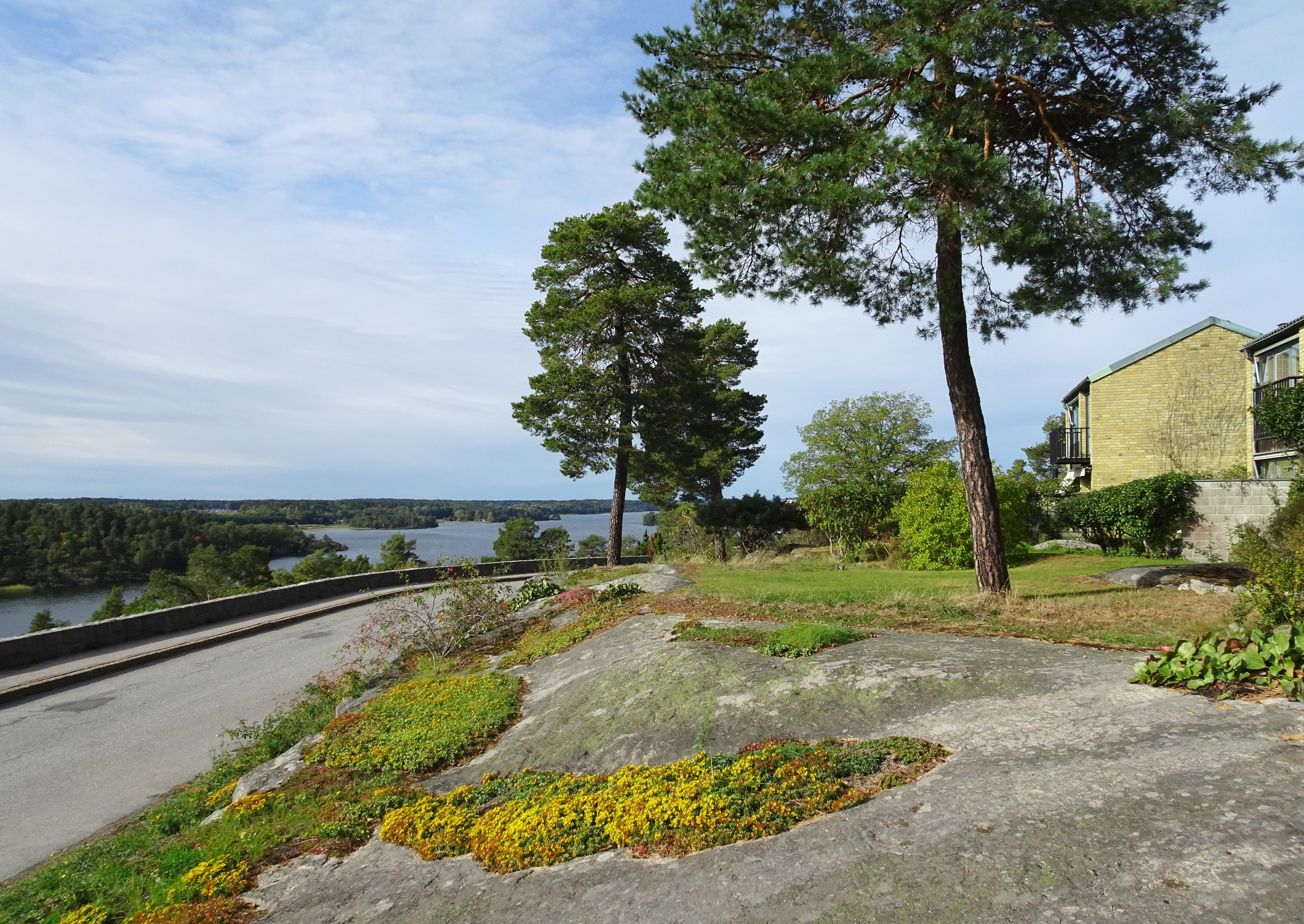
Utsikt från "Mälarblick" över Mälaren.

Mälarblick är en gata och ett radhus- och kedjehusområde i stadsdelen Nockebyhov i Bromma i Västerort inom Stockholms kommun. Radhusen vid Mälarblick och Ferievägen uppfördes på 1960-talets början och är blåmärkta av Stadsmuseet i Stockholm vilket innebär "att bebyggelsen bedöms ha synnerligen höga kulturhistoriska värden".

## Historik

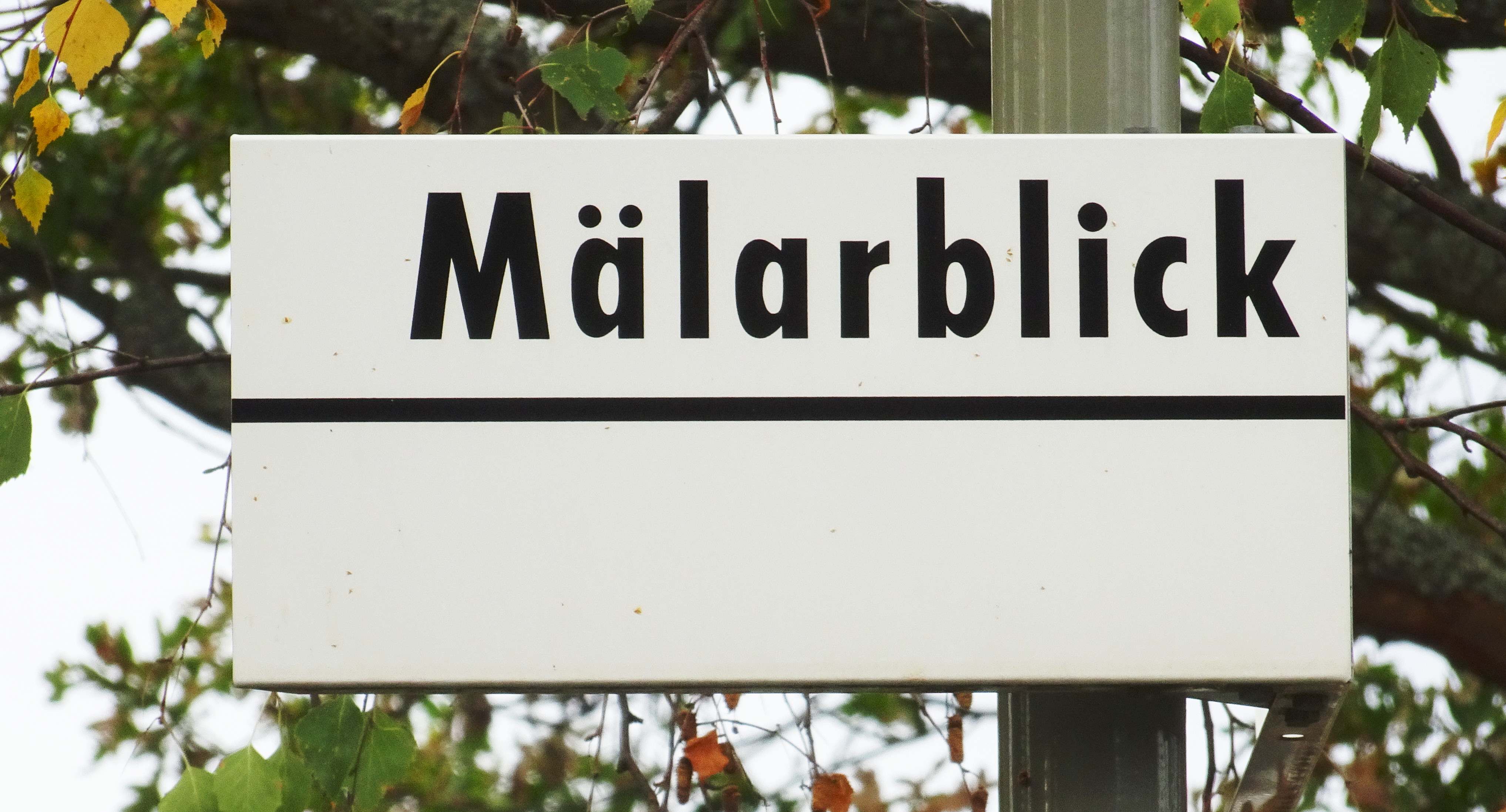
Gatuskylten.

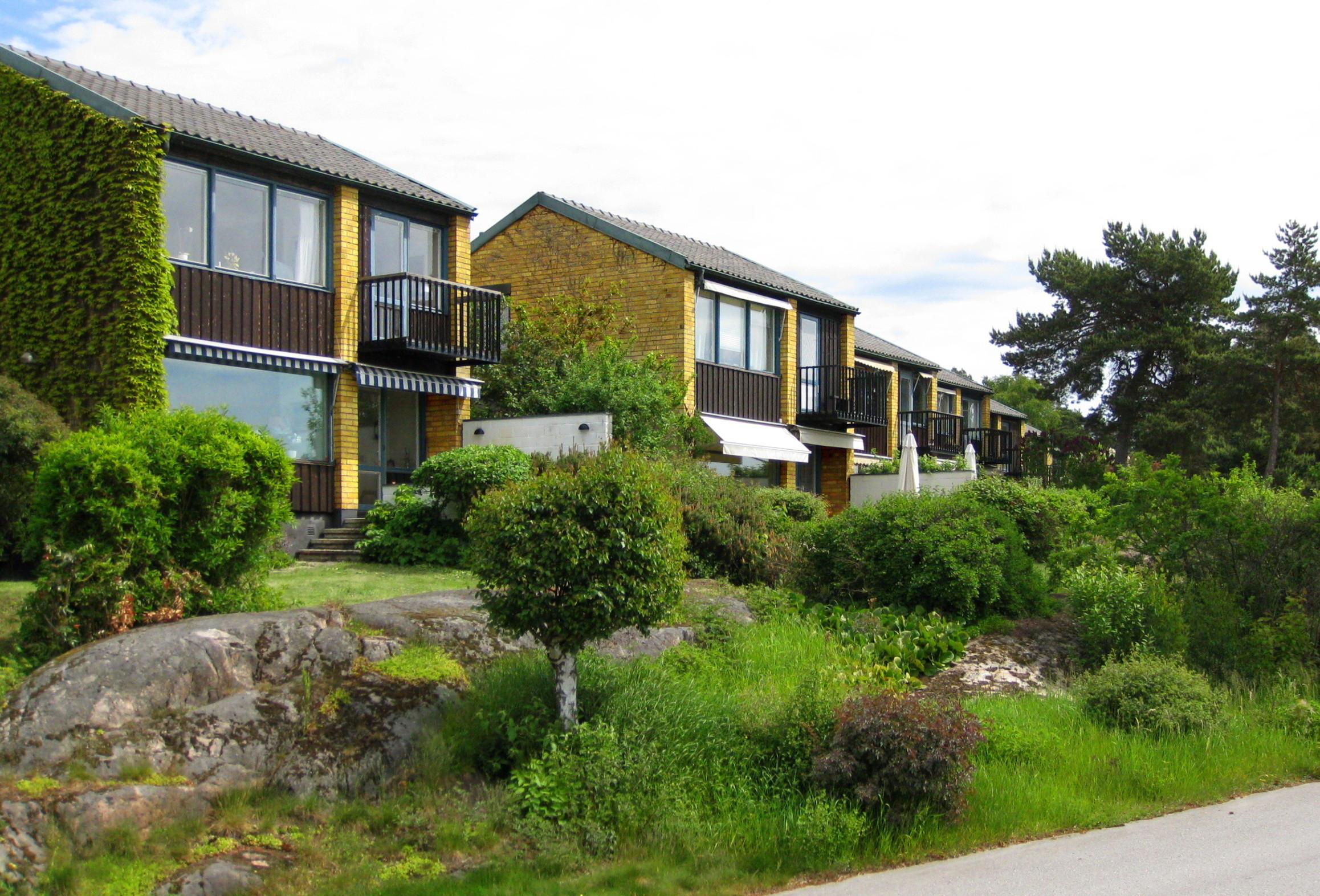
Kedjehusen vid gatan Mälarblick.

Området består av 36 rad- och 14 kedjehus fördelade på tre kvarter: Ordenstecknet, Ceremonimästare och Storsiren. Stadsplanen för området fastställdes 1959 och tillät bebyggelse med ett 50-tal radhuslägenheter i 1½ och två våningar. Våningsytan fick ej överstiga 110 m² (för radhusen) respektive 150 m² (för kedjehusen). Vägen Mälarblick med sin vackra utsikt över Mälaren drogs söder och norr om området medan Ferievägen blev interngata.
Till arkitekt anlitades Gösta Nordin som fogade bebyggelsen skicklig i den besvärliga terrängen och gav husen sitt karakteristiska utseende. Mälarblicks bostadshus utgörs huvudsakligen av två varianter. Kedjehusen har tre våningar (inklusive souterräng) med två sovrum, kök med matrum samt vardagsrum i bottenvåningen och tre sovrum i övre våningen. Radhusen består av vardagsrum och kök med matrum i bottenvåningen och tre sovrum på övervåningen. Mälarblicks bebyggelse uppfördes åren 1961 till 1968. 
Fasaderna har en svartkaklad souterrängvåning, gult fasadtegel och stora fönsterpartier med brunlaserade bröstningsband av träpanel. Stommen uppfördes av huvudsakligen lättbetong. Den södra längan mot vägen Mälarblick utgörs av kedjehusen och ger från sina balkonger en vidsträckt vy över Kärsön och Lovön. Till bebyggelsen hörde även en garagelänga och ett barndaghem med tillhörande personalbostad, även de i gult fasadtegel. För landskapsgestaltningen ansvarade landskapsarkitekt Ulla Bodorff. Konstruktör var Hans Hansson konsulterande ingenjörsfirma och byggnadsentreprenör tillika byggherre var byggnadsaktiebolaget ABACUS.

## Bilder

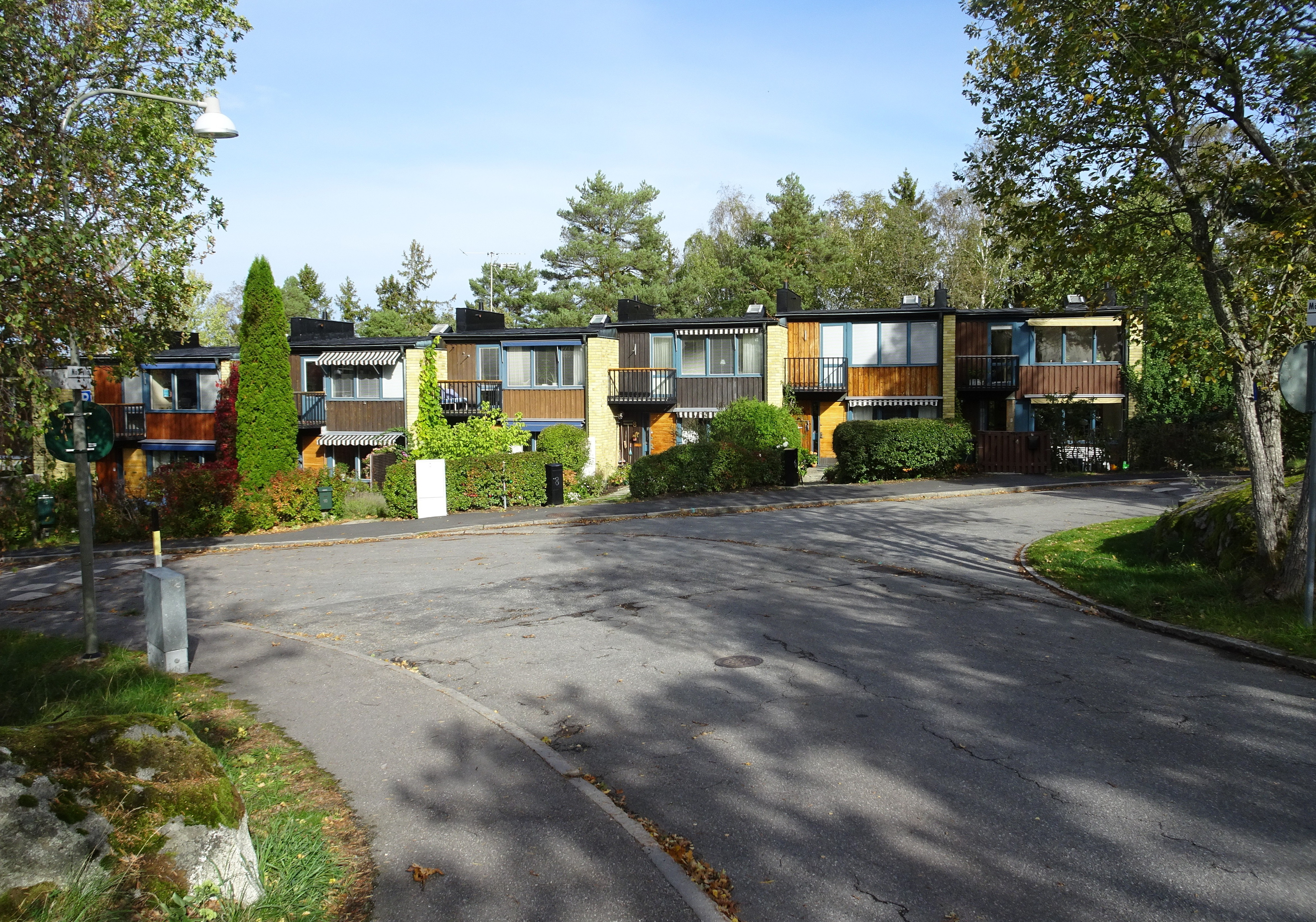
Radhusen.
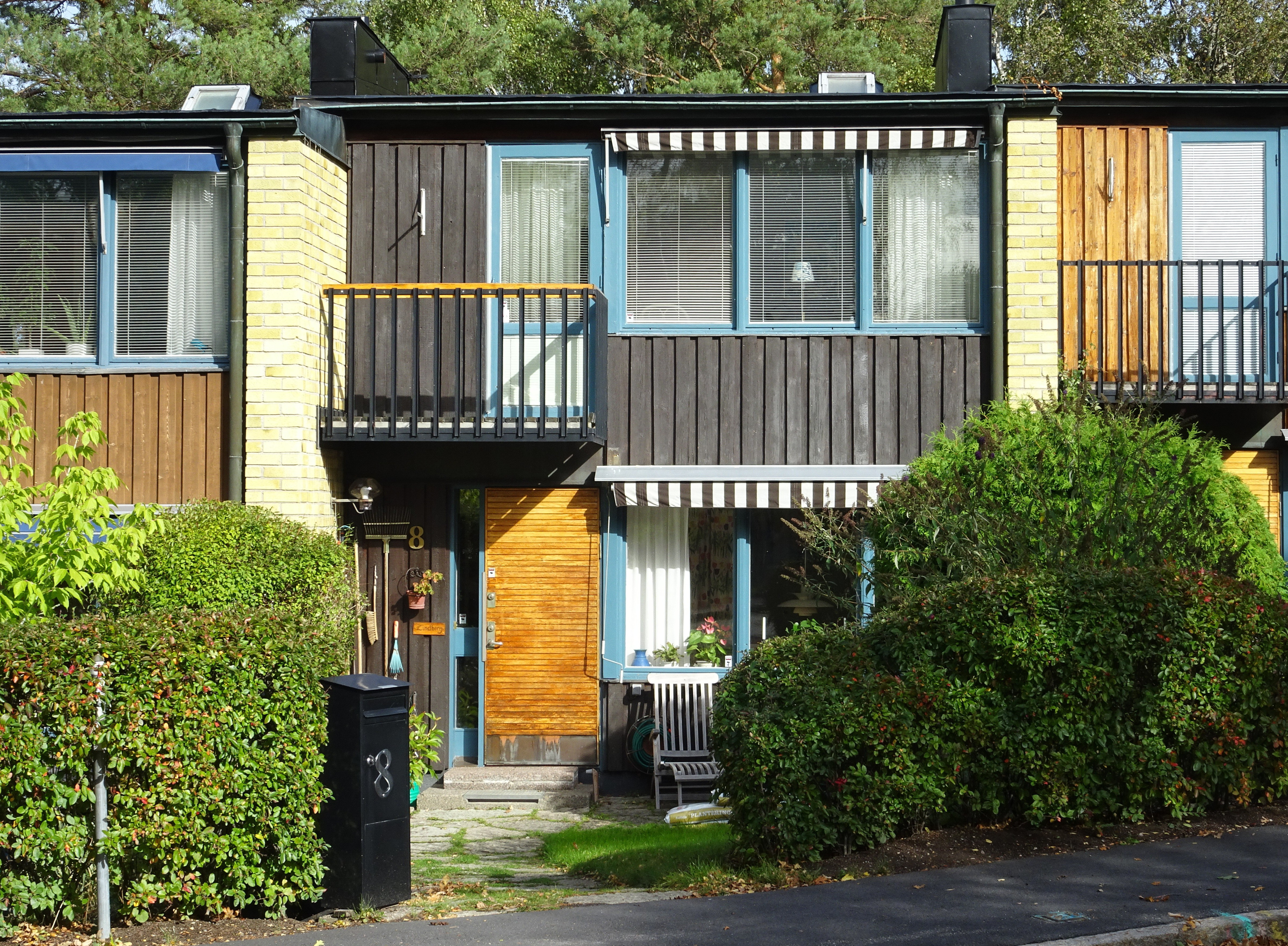
Ett radhus.
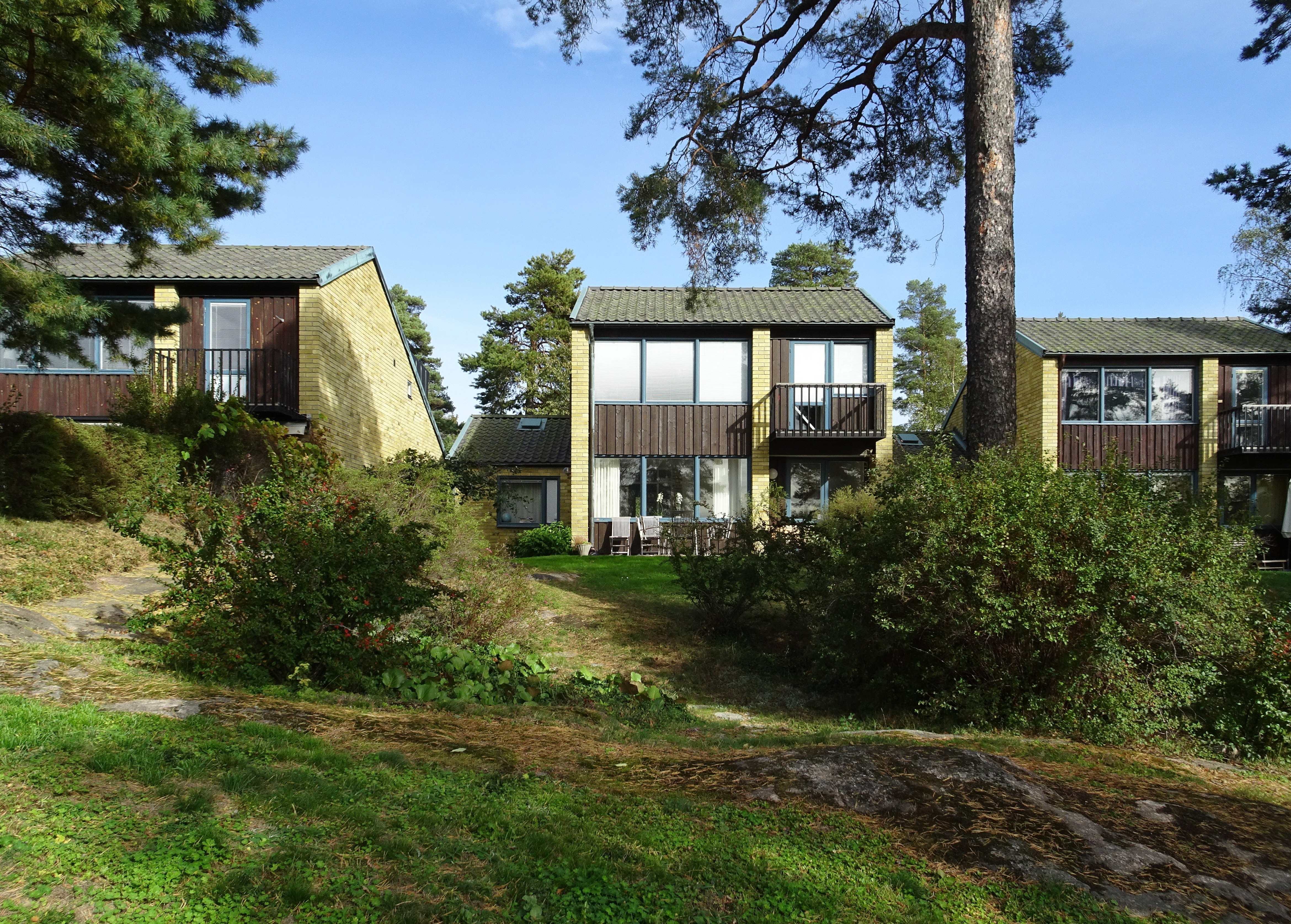
Kedjehusen.
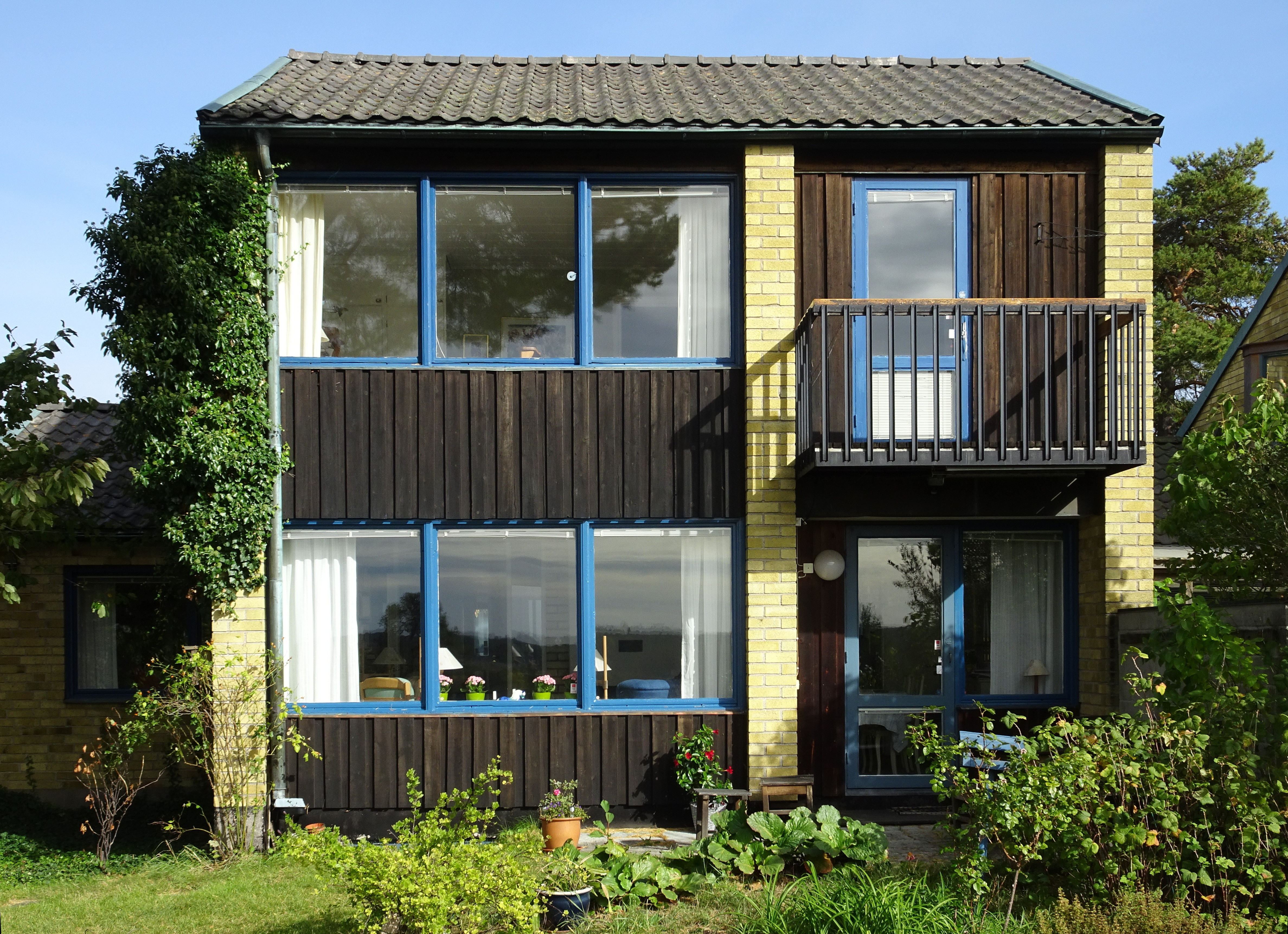
Ett kedjehus.